# ديوان السندباد
ديوان السندباد كتاب يضم خمس مجموعات قصصية سبق نشرها للكاتب المغربي أحمد بوزفور. صدر لأول مرة سنة 1995، وأُعيد طبعها في نسخة ثانية عام 2009، ثم في طبعة ثالثة سنة 2017.

## العنوان
يعيد الكاتب توظيف شخصية "السندباد" كعنوان لكتابه ضمن سياق سردي جديد، حيث لا يُقدَّم بوصفه بطلًا لمغامرات تقليدية، بل يُطرح كشخصية ذات أبعاد رمزية ترتبط بالسفر، والتحول، والبحث عن الذات، مع تحميله دلالات ثقافية وتأملية تتجاوز الإطار الحكائي الكلاسيكي.

## المحتوى
يتكوّن ديوان السندباد لأحمد بوزفور من خمس مجموعات قصصية، هي: النظر في الوجه العزيز، الغابر الظاهر، صياد النعام، ققنس، وقالت نملة:
- تضم مجموعة النظر في الوجه العزيز خمس عشرة قصة قصيرة، وهي: يسألونك عن القتل، الغراب، المحتوى، حدث ذات يوم في الجبل الأقرع، الرجل الذي وجد البرتقالة، الألوان تلعب الورق أو مصطفى وخديجة، السعال، البدائية، رؤيا حمداش، الأعرج يتزوج، المؤامرة، ذلك الشيء، النظر في وجهكم العزيز، النقطة السوداء، واللوح المحفوظ.
- أما مجموعة الغابر الظاهر فتتكوّن من ثلاث عشرة قصة، هي: مدخل عن العطش، ماذا يشرب الأطفال، الأحد، الكأس المكعبة، سبعة رجال، موسيقى، الغابر الظاهر، اقرأ، الجريدة، آخر أيام سقراط، حفريات، أغلق الباب خلفك.
- تحتوي مجموعة صياد النعام على إحدى عشرة قصة، وهي: نانا، الفنان، صدر حديثًا، سرنمة، الهندي، صاد، حصان الساعة اليابانية، أيها الرقبة، طرح السر، ماء، وصياد النعام.
- تضم مجموعة ققنس تسع قصص قصيرة، وهي: تعبير الرؤيا، ققنس، الرقص مع البالرينا، غيابات القلب، إغماضة الشاعر، ناتاشا، الصفعة، الموعد، وعود تين أبيض.
- أما مجموعة قالت نملة فتتكوّن من اثنتي عشرة قصة، هي: لحم الحلم، الفيلة تصعد الجلجلة، الباب المفتوح، غفران الأتجيم، لوتلو، الضاية، العازفة الزرقاء، وإن...، زفزاف، تحال حوك، سعدون، وأمي.

## الأسلوب
وُصِف أسلوب بوزفور في صحيفة "الجريدة" الكويتية سنة 2010 بأنه:
«بوزفور يكتب عن شخوص حقيقية نلتقي بها في كل شارع وحي وبناية ومقهى في المغرب، مسكونة بوجع الواقع المعيشي المضطرب والقلق، ليقدمها بثوب القصة الملغومة بالأسئلة، والمفتوحة على معاناة الإنسان البسيط الذي تختصر كل المعاناة الإنسانية».

1. 
2. 
3. 
4. 
5. 
6. 